# 伊頓鎮區 (內布拉斯加州卡尼縣)
伊頓鎮區（英語：Eaton Township）是位於美國內布拉斯加州卡尼縣的一個行政鎮區。

## 地方資料
伊頓鎮區的面積為92.90平方千米，皆為陸地。根據2020年美國人口普查的數據，當地共有人口198人，而人口密度為每平方千米2.13人。